# محمد الرملي

محمد الرملي

محمد الرملي ممثل مصري بدأ مسيرته الفنية في منتصف الستينيات وأدى أدواراً ثانوية في العديد من الأفلام في دور الضابط والطبيب والمحامى والصحفي، كما اشترك في مسلسلات التليفزيون مثل مسلسل «صيام صيام» للمخرج محمد فاضل (مخرج) عام 1980 ومسلسل «وقال البحر» للمخرج محمد فاضل عام 1982. امتدت فترة نشاطه الفني لمدة 24 سنة من عام 1962 إلى عام 1986، قدم خلالها 68 عملاً كان آخرها فيلم «الورثة» للمخرج أحمد السبعاوي، عام 1986.

## أهم أعماله
- 1975: حبي الأول والأخير
- فيلم «بعيدًا عن الأرض» للمخرج حسين كمال، عام 1976[9]
- فيلم «أذكريني» للمخرج هنري بركات، عام 1978[10]
- فيلم «شعبان تحت الصفر» للمخرج هنري بركات، عام 1980[11]
- فيلم «العار» للمخرج علي عبد الخالق، عام 1982[12]
- فيلم «حب في الزنزانة» للمخرج محمد فاضل، عام 1983[13]

## وصلات خارجية
- محمد الرملي على موقع IMDb (الإنجليزية)
- محمد الرملي على موقع الدهليز
- محمد الرملي على موقع قاعدة بيانات الأفلام العربية
- محمد الرملي على موقع الدهليز
- محمد الرملي على موقع كاروهات